# Els Molinots
Els Molinots i El Molinot són dos edificis molt deteriorats del municipi de Torrelles de Foix (Alt Penedès) que formen part de manera individual de l'Inventari del Patrimoni Arquitectònic de Catalunya.

## Els Molinots
Les ruïnes o vestigis d'aquest molí són a frec i a sota mateix del Molinot de Dalt, del qual rebia l'aigua. Queda d'ell l'edificació amb dues cantoneres ben visibles on hi ha encaixat el carreu, la resta del molí ha sucumbit a causa de les rierades.

## El Molinot
El Molinot o Molinot de Dalt és una obra del municipi de Torrelles de Foix (Alt Penedès) inclosa en l'Inventari del Patrimoni Arquitectònic de Catalunya. Es troba a la dreta de la riera de Pontons. Sota mateix de Torrelles de Foix s'hi veuen les restes del molí referit que consten d'un bocí de volta apuntada d'uns tres metres d'amplada.